# 李書福
李書福（1963年6月25日—），浙江台州人，企業家，吉利汽車創辦人及董事長。哈尔滨理工大学管理工程学学士，燕山大學理學碩士，哈尔滨工业大学博士。曾任中國人民政治協商會議第十一屆全國委員會委員、全国工商联副主席，台州市人民代表大會代表。他在《福布斯》2019年全球億萬富豪榜中名列第68位，資產達到238億美元。

## 生平
1963年6月25日，李书福出生在浙江省台州市一个山村。李书福高考以3分之差落榜。随后，父亲给他120元，做起了照相生意。最初他在公园里及大街上为人拍照，半年后，他用积攒的钱开了一家照相馆。
一次偶然的机会，李书福发现家乡工厂生产的冰箱零部件销路很好，他便自己在家制作零件然后送到冰箱厂去卖。1984年，李书福和人合伙成立了“黄岩县石曲冰箱配件厂”并任厂长。次年，李书福组建了“黄岩县北极花电冰箱厂”，到1989年时产值已经超过千万，这年，中国政府对电冰箱实行定点生产制度，没有定点的北极花廠為琴島夏普旗下的六月雪品牌冰箱代工生產，但隨著六四事件的發生，六月雪名稱含有影射意味，李書福便決定停止了生產並將工廠直接送給了政府。李书福在逛装潢材料市场时发现装潢材料市场前景好，便联合几个兄弟重新创业，生产铝塑板，直到今天，它仍然是吉利集团的主要利润来源之一。
当时，海南省的房地产市场越来越火热，李书福忍不住心动，带着几千万去了海南省，却遭遇房地产泡沫，血本无归。回到家乡的李书福決定投入機動車生產事業，当时只有政府指定的企業可以制造汽车，他走迂回路线成立了摩托车厂，他在浙江省临海经济技术开发区买了850亩的一块地，筹建“吉利豪情汽车工业园区”。
1996年，奔驰推出新车，李书福买了两辆照着设计，又把一辆红旗车的底盘、变速器、发动机买回来研究，制出一辆车开着上街兜风，结果遭遇政府警告：没有生产许可证製造汽车是犯法的。一次偶然的机会，李书福得知四川省德阳市监狱旗下的一个汽车厂有生产经营权，他和对方合资成立了“四川吉利波音汽车有限公司”，后来改名“吉利汽车制造有限公司”。2001年11月，李书福终于得到生產許可——国家经贸委的中国汽车生产企业产品名录，成为中国大陸首家可以生产轿车的民营企业。
2010年，李书福以18亿美元收购沃尔沃汽车公司，一个86年历史的欧洲豪车品牌被一个創立12年的中国汽车公司買下。

## 创业年表
- 1986年，开始生产電冰箱配件，后升级到冰箱整机生产，任浙江台州北极花冰箱厂厂长。
- 1989年，进入装饰装修行业，任浙江台州吉利装潢材料厂厂长。
- 1995年，成立浙江吉利控股集团，首先生产吉利牌摩托车，由于产销适路，积累了足够的资金，游走于政策边缘，进入轿车生产领域，成为中国最早的民营轿车生产企业。
- 2001年，吉利汽车进入国家汽车生产目录，终于取得了轿车生产许可证。
- 2002年，李书福引入亲戚朋友投资入股浙江吉利控股集团，逐渐进行了企业家族管理向现代化管理的过渡。
- 2004年，吉利汽车通过买壳实现在香港上市，之后在资本市场获得超过20亿港元融资。
- 2006年，浙江吉利控股集团投资成为英国出租汽车生产商锰铜控股的最大股东。
- 2010年，浙江吉利控股集团收购瑞典沃尔沃汽车公司[7]。
- 2017年，收购馬來西亞普騰49.9%的股份以及蓮花汽車51%的股份。
- 2017年11月13日，宣佈與美國Terrafugia飛行汽車公司達成最終協議，將收購Terrafugia的全部業務及資產，並由吉利控股集團總裁高級顧問余寧擔任董事長。

- 2017年12月27日，浙江吉利控股集團與歐洲基金公司CevianCapital達成一致，將斥資32.5億歐元、約39億美元收購其持有的沃爾沃集團股票，項目交割後，吉利控股將持有沃爾沃集團8.2%的股權，成為其第一大股東。

- 2018年2月24日，戴姆勒披露，中國吉利汽車董事長李書福透過一家投資基金Tenaclou3 Prospect Investment Ltd ，入股戴姆勒的9.69%股權。以市值計，該批股權的價值為90億美元（75億歐元），成為單一大股東。李书福方面称，此次收购“未使用境内资金”，但也有消息指，此次资金主要来源于中国某地方国资。除此之外，有少部分外方资金。模式或复制8年前吉利集团收购沃尔沃的方式。沄柏资本作为财务支持方，帮助吉利集团完成了本次收购。[9]

## 榮譽
2004年被評為中國汽車工業50年內50位最有影響的人物，先後被各國機構及各級政府評為中国优秀企业家、新民企领袖、风云浙商十大人物、中国25大功勋品牌人物、中国汽车工业50年50位杰出人物等榮譽稱號。
2013年，李书福以2.6億美元財富排名胡润百富榜的中國大陸排行榜上第63位最富有的人。2016年，李书福以305亿财富排名榜上第50位。

## 家庭
据部分媒体报道，李书福之妻名为Li WANG（可譯為「王麗」）。
李书福之子是李星星，现任吉利集团副总裁和吉利集团汽车销售有限公司副总经理。
李书福之女是李艺，並不在家族企业工作。
李书福之弟是李书通，巨科集团有限公司董事长。

## 相关事件
2024年3月28日，新东方集团创始人俞敏洪应李书福之邀参观吉利汽车制造工厂，在直播访谈的过程中多次提及六四事件，以致被短暂封禁。